# فائدرولوسور
فائدرولوسور (نام علمی: Phaedrolosaurus) نام یک سرده از راسته خزنده‌کفلان است.